# Michigan Avenue (Chicago)

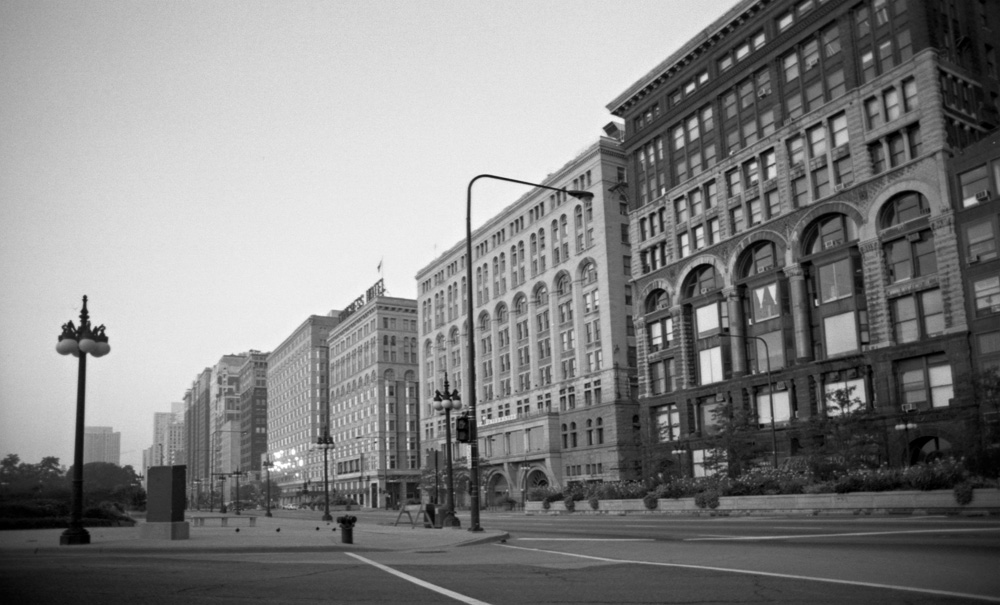
Avenida Michigan, vista para sul a partir da Congress Plaza Hotel

A Avenida Michigan (em inglês:  Michigan Avenue) é um dos principais arruamentos no sentido norte-sul em Chicago, nos Estados Unidos. Ao longo desta via encontram-se, entre outros, a Chicago Water Tower, o Instituto de Arte de Chicago e o Millennium Park. É uma das ruas mais turísticas e mais conhecidas de Chicago. A Michigan Avenue é ainda a principal rua comercial do bairro de Streeterville. Inclui ainda o Historic Michigan Boulevard District, a Tribune Tower, a Pumping Station, o Wrigley Building, e a ponte da Michigan Avenue.